# Serie A 1977 (pallanuoto maschile)

La formazione della Canottieri Napoli per la sesta volta campione d'Italia

La Serie A 1977 è stata la 58ª edizione della massima serie del campionato italiano maschile di pallanuoto. La Canottieri Napoli vince il suo sesto scudetto. Da segnalare il record negativo del Chiavari, ultimo in classifica con una sola vittoria, peraltro soltanto a tavolino per 5-0 dopo aver perso in vasca, contro la Rari Nantes Napoli.

## Classifica finale
|  |     | Classifica finale 1977 | Pt | G  | V  | N | P  | GF  | GS  | DR   |
|  | --- | ---------------------- | -- | -- | -- | - | -- | --- | --- | ---- |
|  | 1.  | Canottieri Napoli      | 42 | 22 | 21 | 0 | 1  | 194 | 89  | +105 |
|  | 2.  | Pro Recco              | 39 | 22 | 19 | 1 | 2  | 168 | 97  | +81  |
|  | 3.  | Florentia              | 36 | 22 | 17 | 2 | 3  | 196 | 123 | +73  |
|  | 4.  | Nervi                  | 25 | 22 | 10 | 5 | 7  | 142 | 120 | +22  |
|  | 5.  | Mameli                 | 23 | 22 | 10 | 3 | 9  | 132 | 124 | +8   |
|  | 6.  | Camogli                | 20 | 22 | 8  | 4 | 10 | 128 | 139 | -11  |
|  | 7.  | Civitavecchia          | 19 | 22 | 9  | 1 | 12 | 163 | 168 | -5   |
|  | 8.  | Sori                   | 17 | 22 | 8  | 1 | 13 | 148 | 163 | -15  |
|  | 9.  | Lazio                  | 16 | 22 | 7  | 2 | 13 | 163 | 193 | -30  |
|  | 10. | Napoli                 | 15 | 22 | 7  | 1 | 14 | 149 | 184 | -35  |
|  | 11. | Carabinieri            | 10 | 22 | 5  | 0 | 17 | 92  | 167 | -85  |
|  | 12. | Chiavari               | 2  | 22 | 1  | 0 | 21 | 97  | 205 | -108 |

## Verdetti
- Canottieri Napoli Campione d'Italia
- CS Carabinieri e Chiavari retrocesse in Serie B